# Hvala za ribe!
Hvala za ribe! je peta izdaja in edini EP slovenske pop rock skupine Tabu, izdan leta 2013 pri založbi Universal Music.
Naslov namiguje na znanstvenofantastični roman Zbogom in hvala za vse ribe iz zbirke Štoparski vodnik po galaksiji angleškega pisatelja Douglasa Adamsa, saj so člani skupine kot njegovi oboževalci želeli poustvariti vzdušje, ki ga daje avtorjev humor (podobno kot že pri njihovem prejšnjem albumu 42).
Na EP-ju je tudi skladba »Moje luči«, katero je skupina nastopila na EMI 2011.

## Seznam pesmi
| Št.             | Naslov                              | Besedilo                                            | Glasba          | Dolžina |
| --------------- | ----------------------------------- | --------------------------------------------------- | --------------- | ------- |
| 1.              | „Hvala za ribe‟                     | Iztok Melanšek                                      | Tomaž Trop      | 3:30    |
| 2.              | „Nekoč nekje‟                       | Melanšek                                            | Trop            | 3:47    |
| 3.              | „Male vojne‟                        | Melanšek                                            | Trop            | 3:49    |
| 4.              | „Junfer‟                            | Melanšek • Tina Marinšek • Trop • Tokac • Žarko Pak | Trop            | 3:59    |
| 5.              | „Moje luči‟                         | Melanšek • Marinšek                                 | Trop            | 2:59    |
| 6.              | „Thanks for the Fish‟ (bonus pesem) | Robert McKenzie • Marinšek                          | Trop            | 3:30    |
| Skupna dolžina: | Skupna dolžina:                     | Skupna dolžina:                                     | Skupna dolžina: | 21:24   |

## Zasedba

### Tabu
- Tina Marinšek — vokal
- Tomaž Trop — kitara
- Iztok Melanšek — bas kitara
- Primož Štorman — bobni
- Aleš Beriša — klaviature